# 3rd Carabiniers
Die 3rd Carabiniers (Prince of Wales’s Dragoon Guards) waren ein Kavallerieregiment der britischen Armee, das von 1922 bis 1971 bestand.

## Geschichte
Das Regiment entstand am 24. Oktober 1922 durch Verschmelzung der beiden jeweils 1685 gegründeten Regimenter 3rd Dragoon Guards (Prince of Wales’s) und 6th Dragoon Guards (Carabiniers) und hieß zunächst 3rd/6th Dragoon Guards. Am 31. Dezember 1928 wurde das Regiment zu 3rd Carabiniers (Prince of Wales’s Dragoon Guards) umbenannt.
Das Regiment wurde ab 1938 mechanisiert, das heißt mit Panzerfahrzeugen ausgerüstet, und gehörte seit April 1939 zum Royal Armoured Corps. Im Zweiten Weltkrieg wurde das Regiment insbesondere in Burma eingesetzt.
Am 2. Juli 1971 wurde das Regiment mit dem Regiment der Royal Scots Greys (2nd Dragoons) zu den Royal Scots Dragoon Guards (Carabiniers and Greys) verschmolzen. Die Royal Scots Dragoon Guards führen die Tradition der beiden Regimenter weiter.

## Regimental Colonels
Colonel of the Regiment waren:
- 1922–1925: Major-General Sir Nevill Maskelyne Smyth (3rd Dragoon Guards)
- 1922–1925: Major-General Henry Peregrine Leader (6th Dragoon Guards)
- 1925–1929: Field Marshal Sir William Robertson, 1. Baronet
- 1929–1946: General Sir George Alexander Weir
- 1946–1957: Brigadier William Thomas Gill
- 1957–1966: Brigadier Joseph Russell Fishbourne
- 1966–1971: Brigadier William Charles Walker Sloan

## Battle Honours
Zusätzlich zu den Battle Honours, die das Regiment von seinen beiden Vorgängerregimentern weiterführte, wurden dem Regiment folgende Battle Honours verliehen (englische Originalbezeichnungen):
- Imphal
- Tamu Road
- Nunhshigum
- Bishenpur
- Kanglatongbi
- Kennedy Peak
- Shwebo
- Sagaing
- Mandalay
- Ava
- Irrawaddy
- Yenangyaung 1945
- Burma 1944–45